# Hérésies du XIe siècle en Occident
Au XIe siècle, après plusieurs siècles d'accalmie, l'Occident chrétien connut l'émergence de mouvements hérétiques variés, notamment dans le royaume de Francie occidentale.

## Histoire
Ces dissidences sont signalées à Vertus près de Chalon-sur-Saône vers l'an mil, à Sens, en Aquitaine (vers 1017-1018), à Orléans (1022), à Liège (1022), à Arras (1025), à Ravenne (1025), à Toulouse, par le moine clunisien Adémar de Chabannes (en 1025-1029),  à Monteforte près de Turien (1027), à Châlon-sur-Marne (1043-1048). Le moine Héribert, entre en 1145 et 1163, en repère dans le Périgord au milieu du XIIe siècle qui rejettent l'eucharistie et l'adoration de la croix.
« Adhémar de Chabannes et Héribert font l'inventaire des refus : refus du baptême, négation de la consécration de l'hostie eucharistique, impossibilité de la rémission du péché mortel, refus de sacraliser le lien du mariage, abstinence des viandes et autres nourritures animales tenues pour impures, rejet de la croix, du culte des saints, des images, des églises comme étant les seuls bâtiments consacrés au culte, des chants ecclésiastiques, des aumônes, des offrandes pour les défunts ». Ce triple refus de la matérialité (procréation, Incarnation), de l'inégalité matérielle et de pratique considérées comme idolâtres témoignent d'une même anxiété et d'une quête de pureté matérielle et ecclésiale face aux troubles du temps, aux transformations de la société médiévale et à l'affirmation, parfois brutale, de la féodalité. 
Rapidement étouffées, ces dissidences n'ont jamais connu la dimension des hérésies de l'Antiquité tardive, comme l'arianisme, ou du XIIe siècle, notamment le catharisme. Ces affaires d'hérésie manifestent cependant l'émergence d'un mouvement de contestation de plus en plus marquée au sein de l'Église. Deux types d'affaires d'hérésies, correspondant à deux époques distinctes, apparaissent dans les sources au XIe siècle : d'une part, au début du siècle (années 1000-1020), des mouvements contestant l'ancrage seigneurial de l'Église, d'autre part, à la fin du siècle, des accusations d'hérésies portées contre des individus qui semblent relever davantage de partisans radicaux voire « extrémistes » de la Réforme grégorienne.

## Mouvements hérétiques
Les sectes hérétiques les mieux connues de la période de l'An Mil en Occident sont celles d'Orléans, d'Arras et de Monteforte en Piémont. Elles précédent celles de Pierre de Bruys (brûlé en 1140) et de Henri de Lausanne (emprisonné en 1148), et plus encore le catharisme.

### L'hérésie d'Orléans
L'hérésie d'Orléans est signalée en 1022. Raoul Glaber (avant 1049) tient les chanoines et l'écolâtre condamnés pour « des épicuriens adonnés aux plaisirs, qui nient la Trinité, la Création, toutes les valeurs chrétiennes ». 10 chanoines sont brûlés à Orléans en 1022.

### L'hérésie d'Arras
Les Actes du synode d'Arras (1025) condamnent pour hérésie un groupe de chrétiens ayant pour chef un certain Gondolfe.

### L'hérésie de Monteforte
Raoul Glaber et Landolf Senior mentionnent l'hérétique Gérard, en Italie, à Monteforte, près d'Asti. Les hérétiques de Monteforte sont brûlés à Milan en 1030.

### Sources
- Adémar de Chabannes, Chronique (1025-1029), III, 49, trad. Yves Chauvin et Georges Pon, Turnhout, Brepols Publishers, coll. "Miroir du Moyen Âge", 2003.
- Raoul Glaber, Histoires (avant 1049), III, trad. Mathieu Arnoux, Turnhout, Brepols Publishers, 1999.
- Pierre le Vénérable, Epistula, coll. "Corpus Christianorum, Continuatio Mediaevalis", Turnhout, 1968.
- Gérard I de Cambrai (Gerardus Cameracensis, 1012-1051), Acta synodi atrebatensis in manicheos (1025), in Patrologie latine, vol. CXLII, col. 1269-1312 ; Brepols, 2014, 39 p..
- Landolf Senior, Histoire de Milan (Historia Mediolanensis, fin XI° s.), édi. A. Cutolo, Bologne, 1942.

### Études
- Dominique Barthélemy, « Les hérétiques de l'An Mil » dans L'Histoire, no 156, juin 1992, p. 22-31.
- Robert-Henri Bautier, « L'hérésie d'Orléans et le mouvement intellectuel au début du XIe siècle. Documents et hypothèses », dans Actes du 95e congrès national des sociétés savantes. Reims 1970. Section philologie et histoire jusqu'à 1610, Paris, 1975, tome I : Enseignement et vie intellectuelle, p. 63-88.
- Georges Duby, L'An Mil, Paris, Julliard, collection « Archives », 1974 (récits d'Adémar de Chabannes et de Raoul Glaber).
- Robert I. Moore, Hérétiques. Résistances et répression dans l'Occident médiéval, trad. fr. Belin, 2017, chapitre I à VI.
- Jean Musy, « Mouvements populaires et hérésies au XIe siècle en France », dans Revue historique n°253, 1975, p. 33-76.